# Dr. Bellido
Juan Bellido Ruz (Sevilha, 1 de janeiro de 1987), mais conhecido como Dr. Bellido, é um DJ e produtor espanhol de música eletrônica.
Em 2013, mais uma vez o Dr. Bellido teve dois hits "Así La Quiero Yo" e "Chica Loca" (com participação do cantor espanhol Kiko Rivera).

## Discografia[2][3]

### Singles
- My Sexy Movimiento
- Ella No Volvera (2012)
- El Beso
- Mueve La Cadera
- Señorita (2012)
- Mi Primer Amor (2013)
- Así La Queiro Yo (2013)
- Ser Feliz (2012)